# DKW Hummel

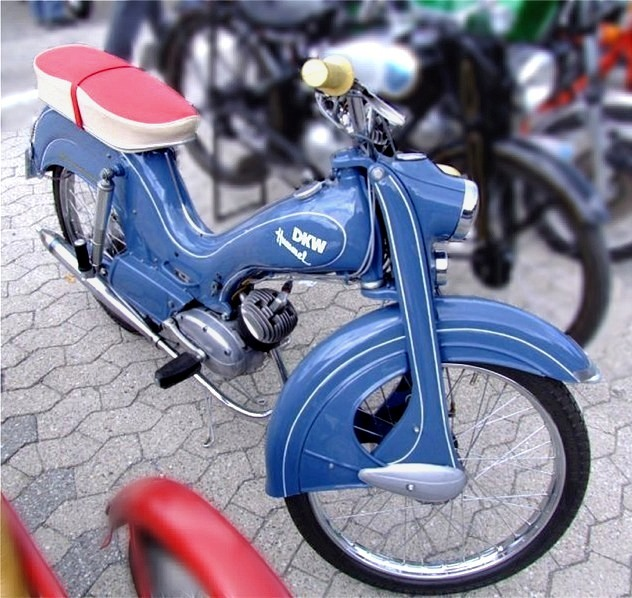
DKW Hummel aus der Zweirad Union-Produktion (erkennbar am seitlich angebrachten Typenschild, dem Blech unterhalb des Typenschildes und dem Öldeckel am Kupplungsdeckel)

Die DKW Hummel ist Mopedmodell, das die Auto Union GmbH in Ingolstadt 1956 auf den Markt brachte. Es war nach der ab 1955 gebauten Jawa 550 eines der ersten Mopeds mit Dreiganggetriebe. Nach Bildung der Zweirad-Union 1958 wurde die Hummel in Nürnberg noch kurze Zeit mit geringfügig gesteigerter Motorleistung weiterproduziert und war wahlweise auch als Zweisitzer erhältlich. Mit gleichem Rahmen wurden von 1958 bis 1960 Moped- und Mokickvarianten mit der Bezeichnung DKW Hummel Super hergestellt.

## Technik

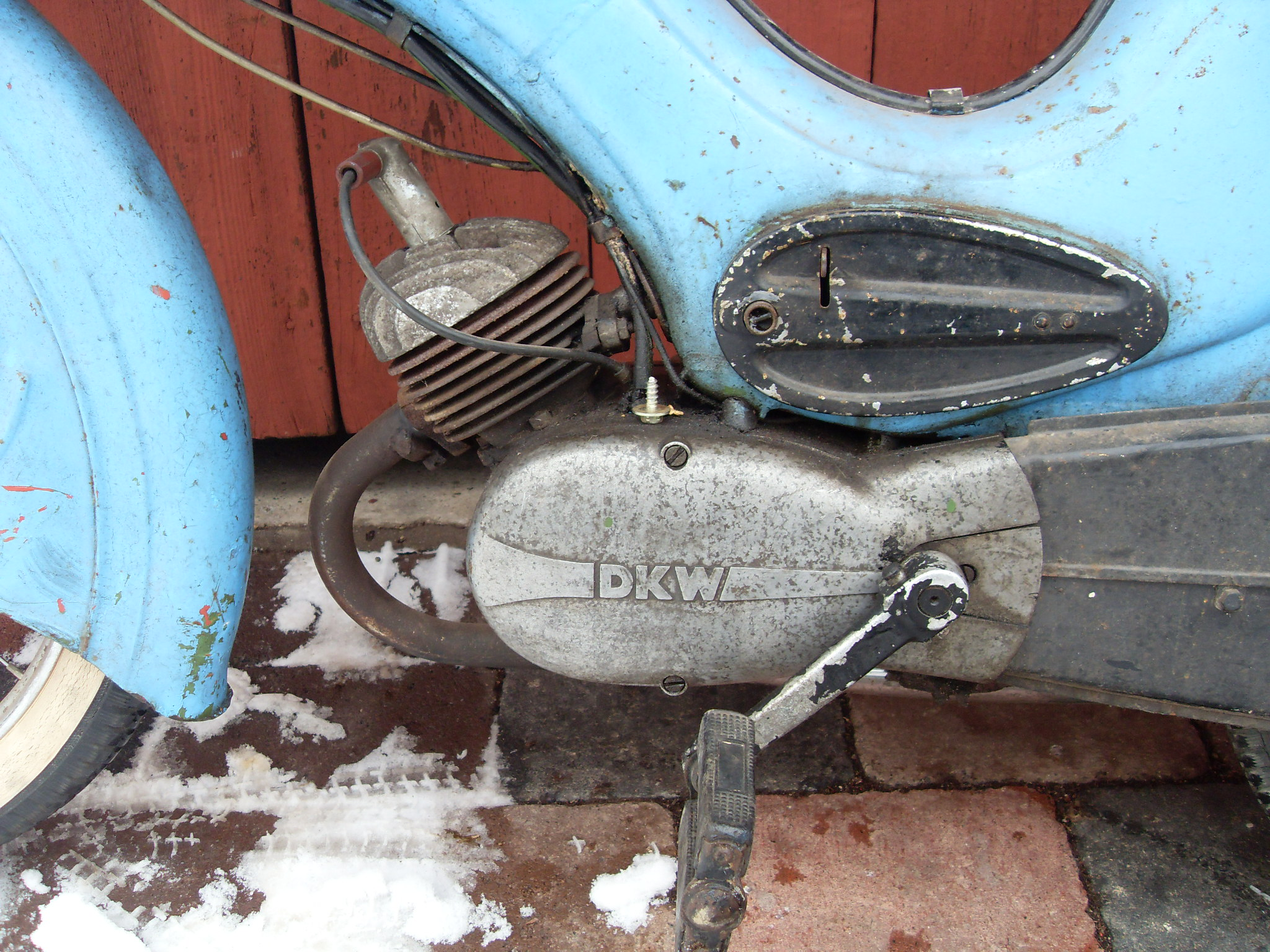
Motor mit Vergaserdeckel und Kaltstarthebel (Ur-Hummel von 1957)

Die Hummel hat einen Pressstahlrahmen mit integriertem 5,5-Liter-Tank. Das Vorderrad wird an einer Kurzschwingengabel mit Gummibandfederung geführt, das Hinterrad an einer Langschwinge mit Federbeinen. Die Federbeine enthalten als Einheit eine Schraubenfeder aus Stahl und eine Gummidämpferstange. Die Ausführungen „Standard“ und „Luxus“ unterscheiden sich nur äußerlich durch Chromverzierungen und ein Schutzblech, das das Vorderrad im unteren Teil bis zur Schwinge abdeckt.
Für den 1,35 PS starken Motor wurde eine Steigfähigkeit von 20 Prozent angegeben. Zum Starten hat die Hummel seinerzeit gültigen Vorschriften eine Tretkurbel, die auch Fahren mit Muskelkraft erlaubt und im Werbeprospekt „Tretkurbel-Kickstarter“ hieß. Die Betriebsanleitung wies ausdrücklich darauf hin, dass auf Radwegen zu fahren sei, sollte die Tretkurbel zum Radfahren genutzt werden. Das Fahrgeräusch ist mit 67 Phon im Vergleich zu den DKW-Motorrädern gering (76 Phon beim Modell DKW RT 125). Wie bei den meisten Mopeds wird das Getriebe mit einem Drehgriff links am Lenker geschaltet. Eine vollgekapselte Kette überträgt die Kraft zum Hinterrad.
Die DKW Hummel „Standard“ kostete bei Markteinführung 598 DM zuzüglich 20 DM für den auf Wunsch lieferbaren Tacho, die DKW Hummel „Luxus“ (zunächst mit polierter Alufelge, dann mit Chromzierrat und größerem vorderen Schutzblech sowie serienmäßigem Tacho) 658 DM.
Die DKW Hummel Super gab es als Moped- (Hummel Super MP) und als Mokick-Variante (Hummel Super MK und KR). Von der Hummel unterscheidet sich die Mokick-Variante durch einen wahlweise leistungsstärkeren Motor mit Kickstarter und Teleskopgabel statt Kurzschwinge (in der Werbung als „Schwingfedergabel“ bezeichnet) vorn. Alle Varianten haben einen augenfälligen Satteltank statt des bei der Hummel im Pressstahlrahmen integrierten Tank, eine verstärkte Kupplung (4 statt 3 Lamellen) und größere Vollnabenbremsen. In der Mopedvariante hatte der Motor bei gleicher Leistung wahlweise Gebläse- oder Fahrtwindkühlung.

## Technische Daten im Vergleich
|                       | Hummel                                                          | Hummel Super MK / KR                                                                        | Hummel Super MP                                                                         |
| --------------------- | --------------------------------------------------------------- | ------------------------------------------------------------------------------------------- | --------------------------------------------------------------------------------------- |
| Baujahre              | 1956–1958                                                       | 1958–1960                                                                                   | 1958–1960                                                                               |
| Motor                 | fahrtwindgekühlter Einzylinder-Zweitaktmotor, Tretkurbelstarter | gebläsegekühlter Einzylinder-Zweitaktmotor, Kickstarter                                     | wahlweise fahrtwind- oder gebläsegekühlter Einzylinder-Zweitaktmotor, Tretkurbelstarter |
| Steuerung             | Schlitzsteuerung                                                | Schlitzsteuerung                                                                            | Schlitzsteuerung                                                                        |
| Ladungswechsel        | Umkehrspülung                                                   | Umkehrspülung                                                                               | Umkehrspülung                                                                           |
| Bohrung × Hub         | 40 × 39 mm                                                      | 40 × 39 mm                                                                                  | 40 × 39 mm                                                                              |
| Hubraum               | 49 cm³                                                          | 49 cm³                                                                                      | 49 cm³                                                                                  |
| Verdichtung           | 6,5 : 1                                                         | 7,5 : 1; leistungsgesteigert: 8,5 : 1                                                       | 7,5 : 1                                                                                 |
| Nennleistung          | 1,35 PS (1 kW) bei 4400/min; später 2 PS (1,5 kW) bei 4650/min  | 2 PS (1,5 kW) bei 4650/min; leistungsgesteigert: 4,2 PS (3,1 kW) bei 6600/min               | 2 PS (1,5 kW) bei 4650/min mit Gebläsekühlung: 2 PS (1,5 kW) bei 4950/min               |
| Gemischaufbereitung   | 1/9 Bing-Kleinvergaser mit Start-Luftschieber und Luftfilter    |                                                                                             |                                                                                         |
| Schmierung            | Zweitaktgemisch 1 : 25                                          | Zweitaktgemisch 1 : 25                                                                      | Zweitaktgemisch 1 : 25                                                                  |
| Zündung               | Schwungradmagnetzündung                                         | Schwungradmagnetzündung                                                                     | Schwungradmagnetzündung                                                                 |
| Lichtmaschine         | 6 V – 17 W                                                      | 6 V – 17 W                                                                                  | 6 V – 17 W                                                                              |
| Bordspannung          | 6 V                                                             | 6 V                                                                                         | 6 V                                                                                     |
| Getriebe              | Dreiganggetriebe mit Drehgriffschaltung                         | Dreiganggetriebe mit Drehgriffschaltung                                                     | Dreiganggetriebe mit Drehgriffschaltung                                                 |
| Endantrieb            | Kette (vollgekapselt)                                           | Kette (vollgekapselt)                                                                       | Kette (vollgekapselt)                                                                   |
| Rahmen                | Pressstahlrahmen                                                | Pressstahlrahmen                                                                            | Pressstahlrahmen                                                                        |
| Maße (L × B × H)      | 1830 × 582 × 970 mm; als Zweisitzer: 1840 × 582 × 990 mm        | 1830 × 582 × 950 mm; mit Teleskopgabel: 1865 × ? × 1020 mm                                  | 1840 × ? × 990 mm                                                                       |
| Radstand              | 1145 mm                                                         | 1145 mm; mit Teleskopgabel: 1175 mm                                                         | 1145 mm                                                                                 |
| Sitzhöhe              | 810 mm                                                          |                                                                                             |                                                                                         |
| Radaufhängung vorn    | geschobene Kurzschwinge mit Gummibandfederung                   | geschobene Kurzschwinge mit Gummibandfederung; leistungsgesteigerte Variante: Teleskopgabel | geschobene Kurzschwinge mit Gummibandfederung                                           |
| Radaufhängung hinten  | gezogene Langschwinge mit Federbeinen und Gummidämpferstange    | gezogene Langschwinge mit Federbeinen und Gummidämpferstange                                | gezogene Langschwinge mit Federbeinen und Gummidämpferstange                            |
| Reifengröße           | 2,20–23″; als Zweisitzer: 2,50–23″                              | 2,50–23″                                                                                    | 2,50–23″                                                                                |
| Bremsen               | Innenbacken-Trommelbremsen (Vollnaben), ø 90 mm                 | Innenbacken-Trommelbremsen (Vollnaben), ø 120 mm                                            | Innenbacken-Trommelbremsen (Vollnaben), ø 120 mm                                        |
| Leergewicht           | 52 kg; als Zweisitzer: 58 kg                                    | 63 kg; mit Teleskopgabel: 68 kg                                                             | 63 kg                                                                                   |
| zul. Gesamtgewicht    | 130 kg                                                          | 218 kg                                                                                      | 213 kg                                                                                  |
| Tankinhalt            | 5,5 Liter (Reserve: 1 l)                                        | 5,8 Liter                                                                                   | 5,8 Liter                                                                               |
| Normverbrauch (a)     | 1,1 bis 1,6 l/100 km                                            | 1,6 bzw. 1,7 l/100 km                                                                       | 1,6 l/100 km                                                                            |
| Höchstgeschwindigkeit | 40 km/h                                                         | 40 km/h; leistungsgesteigert: 70 km/h                                                       | 40 km/h                                                                                 |
| Stückzahl             | 117.617                                                         |                                                                                             |                                                                                         |